# Богдашев, Игорь Викторович
Игорь Викторович Богдашев (род. 19 сентября 1977) — российский дипломат. Чрезвычайный и полномочный посол (2022).

## Биография
Окончил Московский государственный институт международных отношений (МГИМО) МИД России (1999). Владеет итальянским и английским языками. В системе МИД с 1999 года.
В 2011—2013 годах — руководитель группы двусторонних отношений и экономики Посольства России в Италии.
В 2013—2014 годах — старший советник Генерального секретариата МИД России.
В 2014—2017 годах — начальник отдела, заместитель директора Департамента государственного протокола МИД России.
С 15 августа 2017 года — директор Департамента государственного протокола МИД России.

## Дипломатический ранг
- Чрезвычайный и полномочный посланник 2 класса (26 декабря 2017)[3].
- Чрезвычайный и полномочный посланник 1 класса (13 декабря 2019)[4].
- Чрезвычайный и полномочный посол (12 сентября 2022)[5].

## Награды
- Орден Дружбы (5 февраля 2024) — за большой вклад в реализацию внешнеполитического курса Российской Федерации и многолетнюю добросовестную дипломатическую службу[6].
- Медаль ордена «За заслуги перед Отечеством» II степени (13 мая 2019)[7].
- Почётная грамота Президента Российской Федерации (25 марта 2025) — за вклад в реализацию внешнеполитического курса Российской Федерации[8].
- Благодарность Президента Российской Федерации (31 июля 2025) — за вклад в реализацию внешнеполитического курса Российской Федерации[9].
- Благодарность президента Российской Федерации (16 декабря 2015) — за большой вклад в реализацию внешнеполитического курса Российской Федерации и многолетнюю добросовестную работу[10].
- Благодарность президента Российской Федерации (20 июля 2020) — за активное участие в подготовке и проведении саммита и экономического форума Россия - Африка в 2019 году в городе Сочи[11].
- Благодарность Правительства Российской Федерации (24 июня 2025) — за активное участие в подготовке и проведении международных мероприятий с участием Председателя Правительства Российской Федерации в 2024 году[12].
- Нагрудный знак «За отличие» МИД России (21 октября 2014)[13].
- Медаль «Дружба» (19 сентября 2022, Монголия)[14].
- Медаль Федеральной службы охраны Российской Федерации "За взаимодействие" (20 декабря 2019).
- Медаль Министерства обороны Российской Федерации "За вклад в развитие международного военного сотрудничества" (21 марта 2024).